# Feminismo masculino
El feminismo masculino es la corriente del feminismo integrada por hombres que buscan la igualdad de género, analizando no sólo cómo el patriarcado puede privilegiarles, sino cómo les influencia y puede coartar sus propias vivencias y libertades. Por tanto, los hombres feministas, aliados del feminismo u hombres igualitarios son aquellos hombres que trabajan activamente en pro de la igualdad de género.
Desde el siglo XIX, los hombres han participado en importantes respuestas culturales y políticas al feminismo dentro de cada ola del movimiento. Esto incluye el intento de establecer la igualdad de oportunidades para las mujeres, en las relaciones sociales, especialmente a través del cuestionamiento del propio privilegio masculino. Sin embargo, los hombres feministas también han defendido, junto a escritoras como bell hooks, que la liberación de los hombres de las limitaciones socioculturales del sexismo y los roles de género es una parte esencial del activismo y la erudición feministas.

## Historia
A lo largo de los siglos XVII y XVIII, la mayoría de los autores varones profeministas surgieron de Francia, incluyendo a François Poullain de La Barre, Denis Diderot, Paul Henri Thiry d'Holbach, y Charles Louis de Montesquieu. Montesquieu introdujo personajes femeninos, como Roxana en Cartas persas, que subvertían los sistemas patriarcales y representaban sus argumentos contra el despotismo. En el siglo XVIII, los filósofos masculinos se sintieron atraídos por las cuestiones relativas a los derechos humanos y hombres como el Marqués de Condorcet defendieron la educación de las mujeres. Los hombres liberales, como el utilitario Jeremy Bentham, exigían la igualdad de derechos para las mujeres en todos los sentidos, ya que la gente se percataba cada vez más de que las mujeres eran tratadas injustamente bajo la ley.
En el siglo XIX también se tomó conciencia de la lucha de las mujeres. El historiador jurídico británico, Sir Henry Maine, criticó la inevitabilidad del patriarcado en su obra Ancient Law (1861). En 1866, John Stuart Mill, autor de La esclavitud de las mujeres, presentó una petición de las mujeres al parlamento británico y apoyó una enmienda a la Ley de Reforma de 1867. Aunque sus esfuerzos se centraron en los problemas de las mujeres casadas, fue un reconocimiento de que el matrimonio para las mujeres victorianas se basaba en un sacrificio de la libertad, los derechos y la propiedad. Su implicación en el movimiento feminista surgió de su larga amistad con Harriet Taylor, con quien acabó casándose.
Parker Pillsbury nació el 22 de septiembre de 1809 en Hamilton, MA. Sus padres fueron Oliver Pillsbury y Anna Smith. Murió el 7 de julio de 1898 en Concord, NH. De pequeño fue a las escuelas del distrito hasta que asistió al Seminario Teológico de Gilmanton para graduarse en 1838. Después de un año se convirtió en ministro de la iglesia congregacional de Loudon, NH. Más tarde se casó con Sarah H. Sargent, con quien tuvo una hija, Helen Pillsbury. Se convirtió en abolicionista de Massachusetts y líder del sufragio femenino. Su Acts of the Anti-Slavery Apostles ("Hechos de los Apóstoles Antiesclavistas") forma parte de la historia del movimiento abolicionista de Nueva Inglaterra.
Parker Pillsbury y otros hombres del movimiento abolicionista mantuvieron opiniones feministas y se identificaron abiertamente como feministas, utilizando su influencia para promover los derechos de las mujeres y de los esclavos respectivamente. Pillsbury ayudó a redactar la constitución de la feminista American Equal Rights Association ("Asociación Estadounidense para la Igualdad Derechos") en 1865, siendo vicepresidente de la New Hampshire Woman Suffrage Association. En 1868 y 1869, Parker editó The Revolution con Elizabeth Cady Stanton.
En 1840, se negó a las mujeres el derecho a participar en la Convención Mundial Antiesclavista de Londres. Los partidarios de que las mujeres asistieran argumentaron que era hipócrita prohibir que las mujeres y los hombres se sentaran juntos en esta convención para acabar con la esclavitud; citaron argumentos segregacionistas similares en Estados Unidos que se utilizaban para separar a las personas blancas de las negras. Cuando a las mujeres se les seguía negando la participación en los procedimientos, los abolicionistas William Lloyd Garrison, Charles Lenox Remond, Nathaniel Peabody Rogers y Henry Stanton, eligieron sentarse en silencio con las mujeres.

Uno de los argumentos en contra de la participación femenina, tanto en la Convención Mundial Antiesclavista como en el siglo XIX, era la sugerencia de que las mujeres no estaban capacitadas para asumir responsabilidades masculinas. El abolicionista Thomas Wentworth Higginson argumentó en contra de esto, declarando: 

No veo cómo una mujer puede evitar un estremecimiento de indignación cuando abre los ojos por primera vez al hecho de que es realmente el desprecio, no la veneración, lo que ha impedido durante tanto tiempo que su sexo tenga una parte igual de los derechos legales, políticos y educativos... [una mujer necesita la igualdad de derechos] no porque sea la mejor mitad del hombre, sino porque es su otra mitad. Los necesita, no como un ángel, sino como una fracción de la humanidad.
El sociólogo estadounidense Michael Kimmel clasificó las respuestas masculinas estadounidenses al feminismo a finales del siglo XX en tres categorías: profeminista, masculinista y antifeminista. Los hombres profeministas, comprendiendo que los cambios también beneficiarían a los hombres, en general acogieron con satisfacción la mayor participación de las mujeres en la esfera pública y los cambios en la división del trabajo en el hogar; en cambio, los antifeministas se oponían al sufragio femenino y a la participación de las mujeres en la vida pública, apoyando un modelo de familia patriarcal tradicional. Por último, el movimiento masculinista se caracterizó por grupos de hombres y se desarrolló como una reacción indirecta a la percepción de la feminización de la virilidad.

## Movimiento de liberación de los hombres
El movimiento de liberación de los hombres es un movimiento social que se inició a finales de la década de 1960-70. Los activistas de la liberación masculina son generalmente amables con los puntos de vista de las feministas. Más detalladamente, el movimiento de liberación masculina hace hincapié en las partes negativas de la masculinidad tradicional. En general, el movimiento de liberación masculina y el movimiento por los derechos de los hombres son totalmente diferentes. El segundo se centra más en el trato desigual o injusto hacia los hombres. En cambio, el MLM es una forma de liberación de los hombres de los estereotipos y todo aquello que le impide expresar sus sentimientos y emociones sólo porque "ser hombres". Las personas feministas y estudiosas del género creen que el MLM se creó entre los hombres heterosexuales de clase media para responder a los cambios culturales que se estaban produciendo en aquella época.
El movimiento de liberación de los hombres se desarrolló a principios de la década de 1970 como grupos de concienciación para ayudar a los hombres a liberarse de los límites de los roles sexuales. Los defensores de la liberación masculina argumentaban que la vinculación masculina es un mecanismo para conformar las identidades de los hombres a un único sentido de la masculinidad, lo que refuerza el patriarcado. En lugar de esa vinculación, el movimiento de liberación masculina pedía que se reconocieran abiertamente los costes de la masculinidad: el atrapamiento de los hombres en su papel fijo de sostén de la familia nuclear y el tabú que impide a los hombres expresar sus emociones. Y lo que es más importante, este movimiento pretendía hacer aceptable que los hombres se abrieran a sus emociones manteniendo su masculinidad.
El vínculo entre el sexo biológico masculino y la construcción social de la masculinidad fue visto por algunos estudiosos como una limitación a la colaboración de los hombres con el movimiento feminista. Esto contrastaba fuertemente con la teoría de los roles sexuales, que considera el género como algo determinado por las diferencias biológicas entre los sexos. Otros elementos clave del movimiento de liberación masculina eran las ideas de que los géneros son relacionales y cada uno no puede existir sin el otro, y que el género en su conjunto es una construcción social y no un imperativo biológico. Así, los escritores profeministas de la segunda ola pudieron explorar las interacciones entre las prácticas e instituciones sociales y las ideas de género.

## Movimiento por los derechos de los hombres
El movimiento por los derechos de los hombres se formó en la década de 1980 como una escisión del movimiento por la liberación de los hombres, como parte de una reacción contra el feminismo. Este grupo afirmaba que los derechos de los hombres estaban siendo reducidos por el feminismo, que los avances feministas no se habían equilibrado con la eliminación de los privilegios tradicionales femeninos, y que los hombres debían empoderarse revitalizando su masculinidad. Este argumento también tuvo eco en los círculos religiosos con el movimiento del cristianismo muscular.

## Feminismo masculino y profeminismo
El movimiento feminista está dividido en cuanto a si los hombres pueden considerarse feministas o no. Las personas feministas excluyentes creen que los hombres no pueden ser verdaderos feministas porque no tienen las experiencias de vivir como una mujer, tales como enfrentarse a la discriminación y los estereotipos que sufren las mismas. También pueden creer que los hombres feministas pueden tener segundas intenciones o ser poco sinceros ("performativos") en su feminismo.
Como ha argumentado la escritora feminista Shira Tarrant, varios hombres han participado y contribuido a los movimientos feministas a lo largo de la historia. Hoy en día, académicos como Michael Flood, Michael Messner, y Michael Kimmel están involucrados con estudios de las masculinidades y profeminismo.
Existe un debate dentro del feminismo sobre si los hombres pueden ser feministas o no. Algunas feministas, como Simone de Beauvoir en su influyente obra El segundo sexo, sostienen que los hombres no pueden ser feministas debido a las diferencias intrínsecas entre los sexos. Las feministas separatistas también sostienen esta opinión, argumentando que sólo rechazando por completo la perspectiva masculina puede el feminismo permitir a las mujeres definirse en sus propios términos, y que la participación de los hombres en el movimiento feminista inculcará los valores del patriarcado en cualquier cambio social. Algunos escritores sostienen que los hombres no sufren la misma opresión que las mujeres, y como tales no pueden comprender la experiencia de las mujeres ni por tanto contribuir constructivamente a los movimientos o conceptos feministas.
Otros sostienen que la identificación de los hombres con el movimiento feminista es necesaria para promover las causas feministas. Varias escritoras feministas sostienen que identificarse como feminista es la postura más fuerte que pueden adoptar los hombres en la lucha contra el sexismo hacia las mujeres. Han argumentado que se debería permitir, o incluso animar, a los hombres a participar en el movimiento feminista. Para algunas personas, la participación de los hombres en el movimiento feminista es vista como parte de un proceso de universalización del movimiento feminista necesaria para su continua relevancia. Uno de los retos de motivar a los hombres a participar o promover su inclusión en el feminismo se ha relacionado con la desconexión entre el género y los componentes de identidad que se entrecruzan. Un ejemplo de ello es que algunos hombres afroamericanos han sido incapaces de trasladar los principios y las lecciones fundamentales de la lucha por los derechos civiles a una contribución significativa a la lucha para acabar con la opresión sexista. Sin embargo, a un nivel más primario, los lazos formados en el movimiento por los derechos civiles establecieron una valiosa solidaridad entre mujeres y hombres afroamericanos. Este es un enfoque que puede ser transferible e igualmente útil para el movimiento feminista. Hacer que las mujeres y los hombres comprendan estas importantes conexiones podría beneficiar enormemente al feminismo. Como se describe en la teoría de la interseccionalidad estratégica, utilizar las experiencias de una parte de nuestra identidad que se cruza con otra proporciona herramientas perspicaces para mejorar aún más las tácticas disponibles del movimiento feminista. Otras feministas sostienen que los hombres no pueden ser feministas simplemente porque no son mujeres, no pueden entender los problemas de las mujeres y son colectivamente miembros de la clase de opresores de las mujeres. Afirman que a los hombres se les conceden privilegios inherentes que les impiden identificarse fundamentalmente con las luchas feministas y, por tanto, hacen imposible que se identifiquen con las feministas.
Una idea que apoya la inclusión de los hombres como "feministas" es que excluir a los hombres del movimiento feminista lo etiqueta como una tarea exclusivamente femenina, lo que podría argumentarse que es sexista en sí misma. Esta idea afirma que hasta que los hombres no compartan la misma responsabilidad en la lucha por acabar con el sexismo contra las mujeres, el movimiento feminista reflejará la misma contradicción sexista que desea erradicar. El término "profeminista" ocupa un lugar intermedio en este debate semántico, ya que ofrece un grado de cercanía al feminismo en el hecho de utilizar el propio término. Además, el prefijo "pro" caracteriza el término como más proactivo y positivo. Se ha debatido sobre el uso del guion (identificarse como "pro-feminista" en contraposición a profeminista), alegando que aleja demasiado el término del feminismo propiamente dicho.

### Aliados feministas en la cultura popular
En 2014, varios eventos de gran repercusión dieron lugar a la presencia continua de temas feministas en los medios de comunicación. Estos incluyeron Bring Back Our Girls, la campaña HeForShe, la controversia Gamergate, la obtención del Premio Nobel de la Paz por parte de Malala Yousafzai y las acusaciones de agresión sexual contra Jian Ghomeshi y Bill Cosby.

#### Justin Trudeau
En 2015 el primer ministro canadiense Justin Trudeau fue noticia a nivel internacional por establecer el primer gabinete con equilibrio de género en Canadá. En respuesta a una pregunta de los medios de comunicación en la que se le preguntaba por el motivo, Trudeau dijo: "Porque estamos en 2015. " En el Foro Económico Mundial de 2016, Trudeau volvió a ser noticia cuando habló sobre la crianza de sus hijos como feministas e instó a los hombres a no tener miedo de usar la palabra "feminista". Unos meses después, en una conferencia de las Naciones Unidas, Trudeau dijo "voy a seguir diciendo, alto y claro, que soy feminista. Hasta que se encoge de hombros". Explicó además lo que eso significaba para él:

No debería ser algo que genere una reacción. Es simplemente decir que creo en la igualdad de hombres y mujeres y que aún nos queda mucho trabajo por hacer para conseguirlo. Es como decir que el cielo es azul y la hierba verde.
Justin Trudeau, conferencia de Naciones Unidas, 16 de marzo de 2016

#### This is what a feminist looks like
En octubre de 2014, Elle UK creó una camiseta con el lema This is what a feminist looks like ("Así es como luce una persona feminista") con The Fawcett Society. Se publicó una serie de fotos con muchas estrellas de lista A que llevaban las camisetas. La producción de las camisetas fue criticada por ser antifeminista debido al trabajo en talleres de explotación. A pesar de estas críticas, la frase se hizo popular. Fue citada por el presidente Barack Obama en un discurso en la Cumbre del Estados Unidos de las Mujeres en 2016. En 2017 dos fotógrafas, Carey Lynne Fruth y Sophie Spinelle, lanzaron una serie fotográfica con sujetos que sostenían carteles con el lema.

#### Apoyo a la igualdad salarial en Hollywood
Cinco de las estrellas originales de The Big Bang Theory, entre ellas cuatro hombres (Jim Parsons, Johnny Galecki, Kunal Nayyar y Simon Helberg), decidieron aceptar un recorte salarial para que sus dos coprotagonistas femeninas, que se incorporaron más tarde, pudieran ganar un salario más alto en las temporadas 11 y 12. La diferencia salarial actual se sitúa en 900.000 dólares, ya que el reparto original gana un millón de dólares por episodio, mientras que Mayim Bialik y Melissa Rauch ganan 100.000 dólares por episodio.
Emmy Rossum de Shameless puso en pausa la producción de la octava temporada cuando estaba renegociando su contrato para obtener el mismo salario que su coprotagonista William H. Macy. También pidió un poco más de dinero para compensar los años de trabajo en los que ganaba menos. Cuando fue entrevistado por TMZ sobre esta realidad, William H. Macy respondió: "Ya era jodido tiempo, ¿no crees?" y "Ella trabaja tan duro como yo, se merece todo".
Bradley Cooper respondió al escrito de ensayo de su habitual coprotagonista Jennifer Lawrence "¿Por qué estos tíos ganan más que yo?" prometiendo compartir su información salarial con sus coprotagonistas femeninas durante la etapa de negociación de la preproducción en un esfuerzo por reducir la brecha de género.

#### Hombres que apoyan la Marcha de las Mujeres 2017
John Legend asistió a la Marcha de las Mujeres en la calle principal de Park City, en Utah, el 21 de enero de 2017. En una entrevista reveló que se unió a la marcha para mostrar su solidaridad con todas las personas que marchan en todo el mundo y para concienciar sobre la igualdad para garantizar que todo el progreso que las mujeres y las personas de color han logrado en el último siglo no se vea disminuido bajo la administración del presidente Donald Trump.
Muchos hombres líderes y políticos liberales participaron también en la marcha. Entre ellos, Bernie Sanders subió al escenario en la Marcha de las Mujeres de Vermont el 21 de enero de 2017. Habló en apoyo de la igualdad de trabajo por igualdad de salario, la atención sanitaria, Planned Parenthood (Paternidad Planificada) y la unificación del país. El ex secretario de Estado John Kerry también se unió a la Marcha de las Mujeres en Washington D. C.

### Campaña profeminista
También existe el movimiento de solidaridad de las Naciones Unidas con las mujeres para la igualdad de género, que anima a los niños y a los hombres a ser compañeros de las mujeres en igualdad de condiciones. La campaña HeForShe pretende captar la atención de todo el mundo para que ponga de su parte para reimaginar una sociedad a través de la igualdad de género. Desde el lanzamiento de la campaña HeForShe en 2014, las personas embajadoras de ONU Mujeres, junto a Emma Watson, y miles de hombres de todo el mundo se comprometieron con el objetivo de lograr la igualdad de género. En general, bell hooks concluye que las cuestiones de género no son solo para las mujeres, como pueden creer algunos hombres, sino que es para todas las personas. Por lo tanto, cuanto más trabajemos juntes, mejor será nuestra sociedad. El conmovedor discurso de Emma Watson en las Naciones Unidas sobre la igualdad de género para la campaña HeForShe de la ONU demuestra un primer aspecto de la noción "HeForShe".

## Estudios sobre los hombres, estudios de las masculinidades
Las personas académicas que estudian las masculinidades buscan ampliar el discurso académico del género a través de los estudios de las masculinidades. Mientras que algunas feministas argumentan que la mayoría de las disciplinas académicas, excepto los estudios sobre la mujer, pueden considerarse "estudios sobre los hombres", porque afirman que el contenido del plan de estudios está formado principalmente por temas masculinos, las personas estudiosas de la masculinidad afirman que los estudios sobre las masculinidades analizan específicamente las experiencias de género de los hombres. Un aspecto central de estos estudios es la comprensión de que "género" no significa "mujer", del mismo modo que "raza" no significa "negro". Los estudios sobre las masculinidades, los estudios sobre los hombres, suelen ser interdisciplinarios e incorporan la concepción feminista de que "lo personal es político". Las personas académicas que estudian sobre los hombres se esfuerzan por contribuir al diálogo existente sobre el género creado a través de los estudios sobre la mujer.[cita requerida]
Hay varios argumentos y movimientos que apoyan la causa de la igualdad de género en relación con el feminismo. Jackson Katz sugiere que tenemos la responsabilidad de ayudar a las personas jóvenes a crear una sociedad que evite que las generaciones futuras experimenten los problemas actuales en materia de igualdad de género. Los estudios de género suelen considerarse cuestiones de mujeres, y las cuestiones de mujeres se consideran a veces como cuestiones en las que los hombres hacen meras contribuciones. Katz argumenta que los temas de las mujeres deberían ser también temas de los hombres y cree que cuando ambos géneros trabajan juntos se produce un cambio que la próxima generación puede utilizar para evitar sufrir tragedias similares.

Se lo debemos a los jóvenes. Estos chicos no eligieron ser hombres en una cultura que les dice que la hombría es de una determinada manera. Nosotros, que hemos elegido, tenemos una oportunidad y una responsabilidad con ellos.
Jackson Katz, conferencia TEDxFiDiWomen, noviembre de 2012

## Las encuestas
En 2001, una encuesta de Gallup reveló que el 20% de los hombres estadounidenses se consideraban feministas, mientras que el 75% decía no serlo.
Una encuesta de 2005 de la CBS reveló que el 24% de los hombres de Estados Unidos afirma que el término "feminista" es un insulto. Cuatro de cada cinco hombres se negaron a identificarse como feministas, pero cuando se les da una definición específica el número bajó a dos de cada cinco. Un número cada vez mayor de hombres dijo que el feminismo había mejorado sus vidas, en comparación con las encuestas realizadas en 1983 y 1999, con una pluralidad sin precedentes, pero marginal, del 47% de acuerdo. El 60% cree que ya no es necesario un movimiento femenino fuerte.
Sin embargo, una encuesta británica de YouGov en 2010 recogió sólo un 16% de hombres que se declararon feministas frente a un 54% que declaraban no serlo y un 8% que especificó ser antifeminista.

## Estudios recientes
En 2001, un estudio cualitativo sobre la percepción del feminismo por parte de los hombres mostró patrones generalizados de razonamiento lineal. Los investigadores descubrieron que los participantes identificaban dos estilos de feminismo y dos tipos de feministas, y lo denominaron el binario "Jekyll y Hyde". Los participantes clasificaban el feminismo y las feministas como "buenos" o "monstruosos". En 2016, el estudio fue repetido por un nuevo equipo de investigadores para encontrar que el binario persistía, como "feminismo irracional" y "feminismo justo".